# Cumbres de Majalca Nemzeti Park
A Cumbres de Majalca Nemzeti Park (spanyolul Parque Nacional Cumbres de Majalca, jelentése: Majalcai Csúcsok Nemzeti Park) Mexikó egyik nemzeti parkja, a Nyugati-Sierra Madre hegységben. Különlegességei a nagy számban előforduló, az erózió által érdekes alakúra formált sziklaalakzatok.

## Története
Nevét a terület első lakójáról, Juan Majalca kapitányról kapta, aki 1711 táján élt itt. 1926-ban Jesús Antonio Almeida kormányzó megvásárolt 4173 hektárt a hegyekben, hogy a közeli nagyváros, Chihuahua lakói számára erdei nyaralóparkot hozzon létre, amely később, 1939. szeptember 1-jén Lázaro Cárdenas elnök rendeletével megkapta a nemzeti parki státuszt. A park kezelő szervét, a Consejo de Administración del Parque Cumbres de Majalcát 1953 májusában hozták létre, 1979-ben pedig táborhelyet, őrházat, személyzeti házakat és hivatali épületet építettek a területen.

## Elhelyezkedése
A nemzeti park Mexikó északi, Chihuahua állam középső részén található, Chihuahua városától légvonalban körülbelül 47 km távolságra északnyugati irányban, a Nyugati-Sierra Madre hegység 1760 és 2300 méteres magasságok között fekvő területein. Legkönnyebben úgy közelíthető meg, hogy Chihuahuából északra, Ciudad Juárez irányába indulunk a 45-ös főúton, majd 31 km megtétele után elágazunk nyugat felé, Nuevo Majalca irányába. Innen még további 33&km-t kell megtenni egy autóval is járható, de a kezdeti egyenes szakasz után kanyargóssá váló, kiszáradt folyóvölgyben vezető úton. Az Cañón de Las Hadas nevű völgy táborozásra is alkalmas, mivel kiépített egészségügyi létesítményekkel rendelkezik.

## A park
Maga a nemzeti park a Nyugati-Sierra Madre Sierra de Majalca nevű részének déli vidékein található. Ennek a hegységnek a keleti oldalán igen meredek felszínformák a jellemzők, míg a nyugati lejtők lankásabbak. A hegységet magmás, riolitos kőzetek jellemzik. Az időjárás hűvösebb, mint a keletebbre található, alacsonyabban fekvő, sivatagos vidékeken: a legmagasabb mért hőmérséklet (1971 és 2000 között) 32,2 °C volt, de télen ritkán van 20 °C-nál melegebb. Az átlaghőmérsékletek a januári 5,1 és a júniusi 18,8 fok között váltakoznak, novembertől márciusig fagyok és havazások is előfordulnak. Az éves átlagos csapadékmennyiség 673 mm, de ez nagyon egyenetlenül oszlik el: a júniustól októberig tartó négy hónapos időszak alatt hull az éves mennyiség 80%-a.
A területet számos furcsa sziklaalakzat teszi különlegessé, amelyeknek különféle fantázianeveket is adtak: létezik például El Encantado („az elvarázsolt”), Mil Castillos („ezer vár”) vagy éppen Las Hadas („a tündérek”) is; ez utóbbi közelében van az egyik legjobb kilátópont. Bár a vidék nem gazdag csapadékban, néhány patak ered itt, többek között a Santa Clara, amely később a Carmen folyóba torkollik.

## Élővilág
A terület fő erdőalkotó fajai a fenyők és a magyaltölgyek: találhatók itt például Montezuma-fenyők és azték jegenyefenyők is. Az állatok közül 68 emlős-, 117 madár-, 11 hüllő-, valamint 5–5 kétéltű- és halfajt figyeltek meg eddig, előfordul például a fehérfarkú szarvas, a fekete medve, a puma, a szürkeróka, a vörös hiúz, a floridai üreginyúl, a sziklalakó csíkosmókus, a mosómedve, a szirti sas, a vándorsólyom, a vadpulyka, a Hyla arenicolor nevű béka, a Douglas-békagyík, a tüskés békagyík, az észak-amerikai kutyakígyó, a Campostoma ornatum és a Catostomus bernardini nevű halak, valamint a fekete törpeharcsa.

## Képek

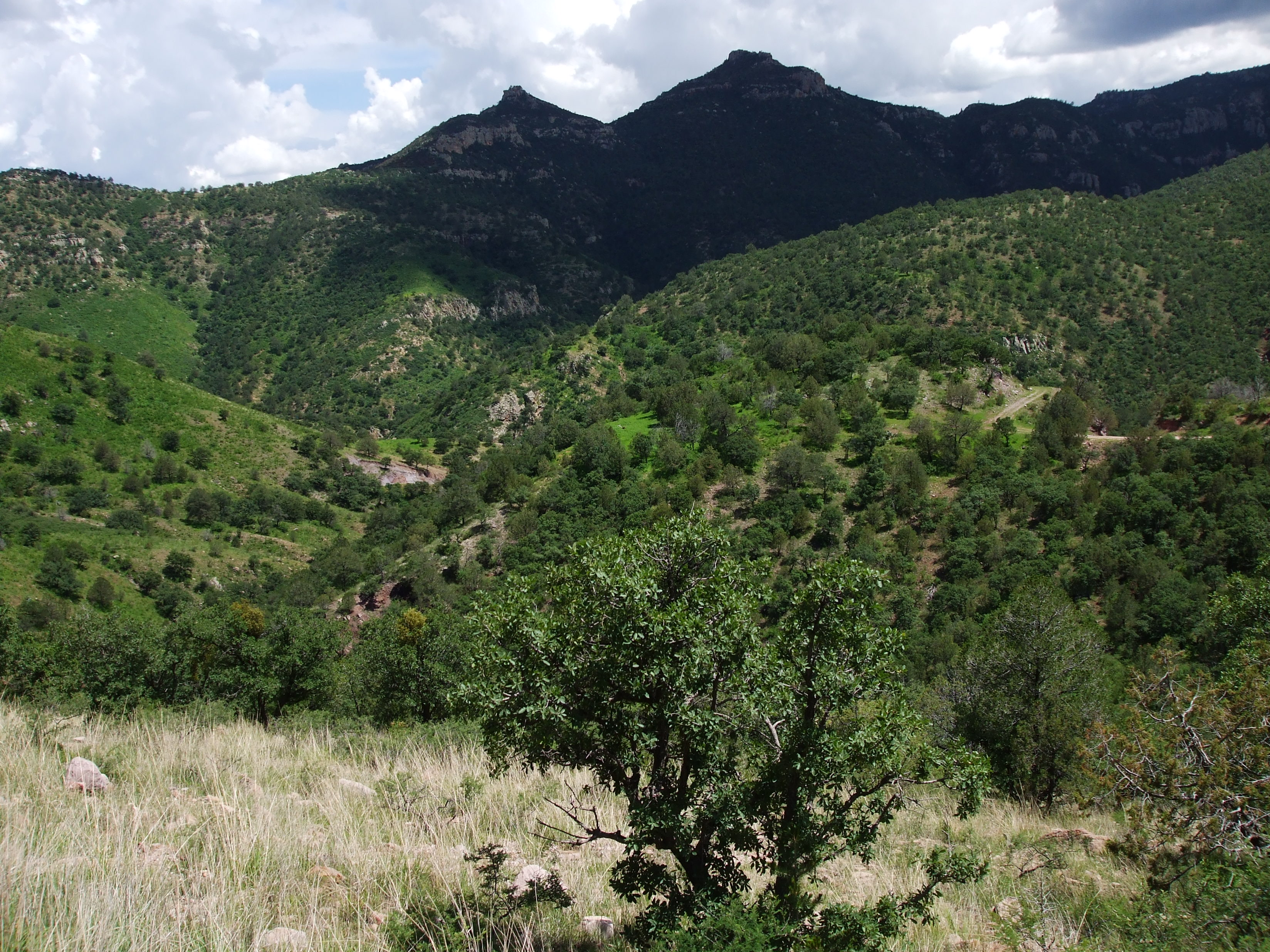
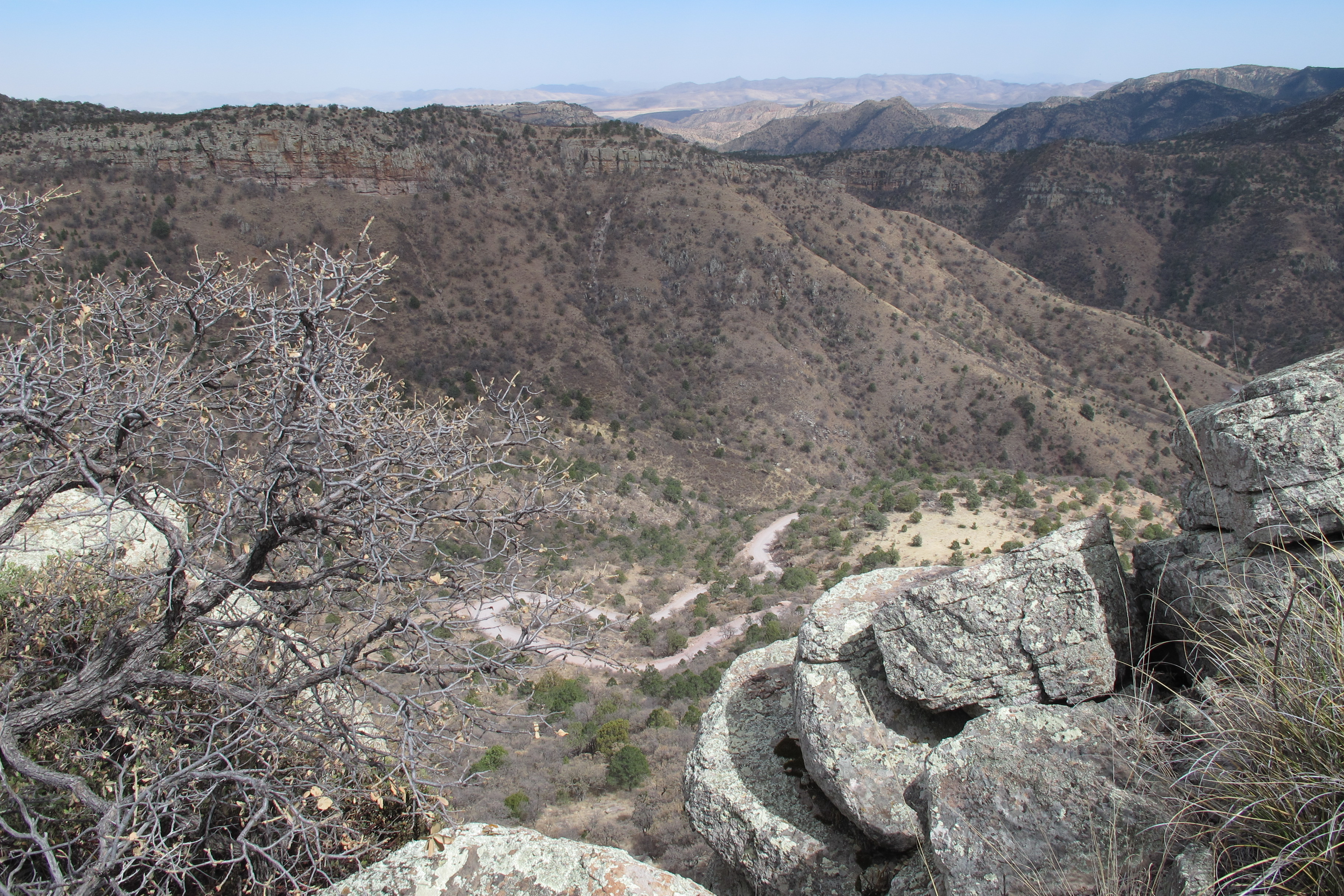
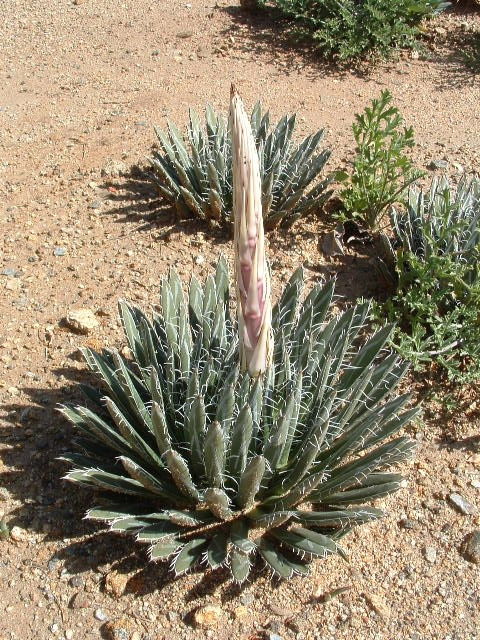